# Speccy (программа)
Speccy — це безплатна для некомерційного використання пропрієтарна утиліта, котра надає користувачам інструмент для відображення детальної системної інформації, а також про апаратне забезпечення персонального комп'ютера. Утиліта була створена британською приватною фірмою Piriform Limited і написана на C++.

## Опис
Speccy відображає для користувачів інформацію про кожен з елементів обладнання, у тому числі процесор, материнську плату, пам'ять, операційну систему, оптичний і жорсткий диски, мережеві та звукові пристрої тощо.
Окрім перегляду даних про систему, є можливість зберегти дані на диску (жорсткий диск, USB тощо) у форматі txt і xml або роздрукувати на принтері.

## Можливості
Можливості програми, заявлені на офіційному сайті програми:
Утиліта знаходить та відображає детальну інформацію про:
- Процесор (ім'я, марка, модель, плати, сімейство і т. д.).
- Жорсткий диск (виробник, інтерфейс, обсяг інформації, файлова система, дані SMART і т. д.).
- RAM (ім'я, виробник, тип, об'єм, канали, частота і т. д.).
- Графічну карту (назва, поточний дозвіл, робочий дозвіл, стан, дата випуску і т. д.).
- Операційну систему (ім'я, дата інсталяції, серійний номер).

## Портативна версія
Speccy Portable — це спеціальна версія Speccy, призначена для роботи зі змінними носіями інформації, такими як USB-флеш-диски, Memory Stick, цифровими програвачами й іншими пристроями.